# والتر دیتریش

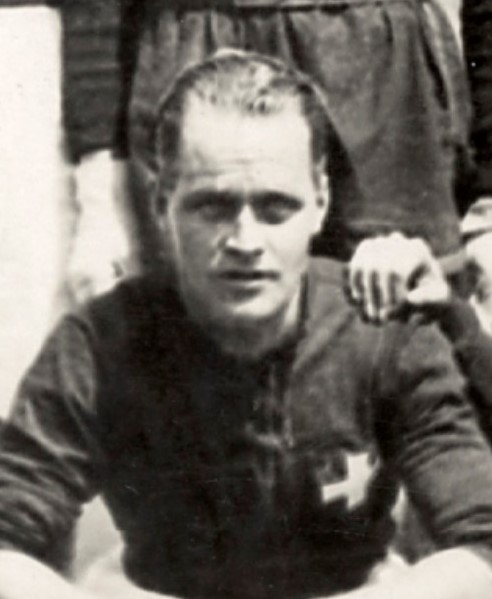
والتر دیتریش در سال 1928

والتر دیتریش (فرانسوی: Walter Dietrich‎; ۲۴ دسامبر ۱۹۰۲ – ۲۷ نوامبر ۱۹۷۹) بازیکن و مربی فوتبال اهل سوئیس بود.
از باشگاه‌هایی که در آن بازی کرده‌است می‌توان به باشگاه فوتبال سروت ۱۸۹۰، باشگاه فوتبال بازل، باشگاه فوتبال اینتراخت فرانکفورت، اشاره کرد.